# Apeldoorn Noordwest
Apeldoorn Noordwest is een stadsdeel in de stad Apeldoorn. Het stadsdeel omvat het gehele gebied van de stad Apeldoorn ten noorden van de spoorlijn Amersfoort-Apeldoorn en ten westen van het Apeldoorns Kanaal behalve de binnenstad.

## Stadsdeel Apeldoorn Noordwest
De wijk Apeldoorn Noord en de wijk Apeldoorn West vormen samen het stadsdeel Apeldoorn Noordwest. Het stadsdeel heeft meer dan 33.000 inwoners.

### Wijk Apeldoorn West
De wijk Apeldoorn West bestaat uit Orden, Berg en Bos en de Sprengen.

### Wijk Apeldoorn Noord
De wijk Apeldoorn Noord bestaat uit 10 buurten. Kerschoten en De Parken hebben elk hun eigen wijkraad.

De buurten Spainkbos, Loolaan-Noord, Het Loo, Kerschoten-West en het Paleispark vallen onder Wijkraad De Naald.

Verder bestaat de wijk uit de buurt Hommelbrink en de industriegebieden De Vlijt en Stadhoudersmolen.